# Rolf Landauer
Rolf William Landauer (Stuttgart, Alemanha, 4 de fevereiro de 1927 — Briarcliff Manor, Nova Iorque, Estados Unidos, 27 de abril de 1999) foi um físico da IBM, especialista em física da informação.
Suas pesquisas estabeleceram os fundamentos da física da computação. Em 1961, argumentou que quando a informação é perdida em um circuito irreversível, esta torna-se entropia, sendo um montante associado de energia dissipado na forma de calor. Este princípio aplica-se à computação reversível, à informação quântica e ao computador quântico.

## Biografia
Landauer nasceu em Stuttgart, Alemanha. Judeu, emigrou para os Estados Unidos em 1938, para escapar da perseguição nazista. Formou-se em 1943 na Stuyvesant High School, de Nova Iorque e obteve seu diploma de graduação na Universidade Harvard em 1945. Depois de servir na Marinha dos Estados Unidos como auxiliar de eletricista, obteve o doutorado na Universidade Harvard em 1950.
Landauer trabalhou por dois anos na NASA, então conhecida como Comitê Consultivo Nacional para a Aeronáutica e aos 25 anos começou uma carreira em semicondutores na IBM. Como parte de uma equipe formada por dois homens responsáveis pela gestão da Divisão de Investigação da IBM em meados dos anos 1960, ele esteve envolvido em uma série de programas, incluindo o trabalho da empresa com lasers semicondutores. Em 1969, foi nomeado um IBM Fellow (membros para o conselho de administração da IBM).
Grande parte de sua pesquisa após 1969 é relativa à cinética de pequenas estruturas. Ele mostrou que em sistemas com dois ou mais estados de estabilidade dos concorrentes locais, a sua probabilidade depende do ruído ao longo do caminho para conectá-los. Na teoria de transporte de elétrons, está particularmente associada com a ideia, tomada a partir da teoria do circuito, que a corrente elétrica pode ser considerada uma consequência de fontes correntes, bem como os campos aplicados. Landauer também foi o pioneiro na área de manipulação da informação. Seus princípios têm sido aplicados à informática e ao processo de cálculos e são a base para a demonstração de que a própria comunicação, em princípio, pode ser estabelecida sem o uso de energia mínima inevitável.
Uma de suas citações mais famosas é: a informação é física.
Rolf William Landauer morreu no dia 27 de abril de 1999, aos 72 anos, em sua casa em Briarcliff Manor de câncer no cérebro.